# Andrews Thazhath
Andrews Thazhath (ur. 13 grudnia 1951 w Pudukad) – indyjski duchowny syromalabarski, od 2007 arcybiskup Trichur, administrator apostolski Sede Plena archieparchii Ernakulam-Angamaly w latach 2022-2023.

## Życiorys
Święcenia kapłańskie otrzymał 14 marca 1977 i został inkardynowany do eparchii (od 1995 archieparchii) Trichur. Pracował m.in. jako prefekt niższego seminarium, wicekanclerz i kanclerz kurii eparchialnej oraz jako wikariusz sądowy. Był także przewodniczącym krajowego stowarzyszenia skupiającego znawców prawa kanonicznego Kościołów Wschodnich.
18 marca 2004 papież Jan Paweł II mianował go eparchą pomocniczym Trichur ze stolicą tytularną Aptuca. Sakry udzielił mu 1 maja 2004 w miejscowej katedrze abp Jacob Thoomkuzhy.
W styczniu 2007 Synod Kościoła Syromalabarskiego wybrał go następcą abp. Thoomkuzhy'ego na stolicy w Trichur (wybór zatwierdził papież Benedykt XVI 22 stycznia). Ingres odbył się 18 marca 2007. 30 lipca 2022 papież Franciszek mianował go administratorem apostolskim Sede Plena Archieparchii Ernakulam-Angamaly, a 7 grudnia 2023 papież Franciszek przyjął jego rezygnację z tej funkcji.